# Пасош Босне и Херцеговине
Пасош Босне и Херцеговине је јавна путна исправа која се држављанину Босне и Херцеговине издаје за путовање и боравак у иностранству, као и за повратак у земљу.
За време боравка у иностранству, путна исправа служи њеном имаоцу за доказивање идентитета и као доказ о држављанству Босне и Херцеговине.
Пасош Босне и Херцеговине се издаје за неограничен број путовања.
Грађанима Босне и Херцеговине није потребна виза за улазак у Републику Србију, Републику Турску, Републику Албанију, Републику Хрватску, као и земље потписнице Шенгенског споразума.

## Визни режим
Носиоци босанскогхерцеговачког пасоша могу путовати без визе, или са визом добијеном по доласку, у око 120 земаља.

## Језици
Корице пасоша је исписан на српском језику на ћирилици и на хрватском, бошњачком и енглеском језику на латиници.

## Страница са идентификационим подацима
Страница са идентификационим подацима се испуњавају на латиници, са следећим подацима:
- Тип ('' за пасош)
- Код државе
- Серијски број пасоша
- Презиме и име носиоца пасоша
- Држављанство
- Датум рођења (ДД. ММ. ГГГГ)
- Пол ( за мушкарце или Ž / F за жене)
- Место и држава рођења
- Пребивалиште
- Издат од (назив полицијске управе која је издала документ)
- Датум издавања (ДД. ММ. ГГГГ)
- Датум истека (ДД. ММ. ГГГГ)
- Потпис и фотографију носиоца пасоша